# Découpage plasma
 (octobre 2017).
Si vous disposez d'ouvrages ou d'articles de référence ou si vous connaissez des sites web de qualité traitant du thème abordé ici, merci de compléter l'article en donnant les références utiles à sa vérifiabilité et en les liant à la section « Notes et références ».
Le découpage plasma est un procédé de découpage par fusion localisée, dans lequel un jet de plasma fait fondre et chasse le métal.
Un arc électrique est créé par un courant continu entre une électrode infusible (la cathode, polarité -, à laquelle l'usage dans l'industrie préfère l'appellation "d'électrode"), et la pièce à découper qui fait office d'anode (polarité +).
Un gaz dit plasmagène est injecté sous pression, transite devant l'électrode et traverse une tuyère de faible diamètre (environ 1 mm pour un courant de coupe de 100 A). L'arc électrique est donc constricté et forme un dard de plasma en sortie de torche.
La température du plasma générée par l'arc électrique peut atteindre en son coeur des températures allant jusqu'à 30 000 °C. Cette température décroît jusqu'à la température ambiante sur quelques mm. La densité énergétique du dard de plasma est suffisamment importante pour assurer la fusion du métal (plusieurs kW/mm²). Par ailleurs, la majeure partie de la quantité de mouvement et donc du débit est fournie par le gaz froid en périphérie du coeur de l'arc, qui permet donc de chasser le métal en fusion.
Le terme plasma désigne le quatrième état de la matière. Une partie des molécules est alors dissociée en atomes dont une partie est elle-même ionisée. Au coeur d'un arc de découpe, les taux de dissociations et d'ionisations peuvent atteindre 100%.

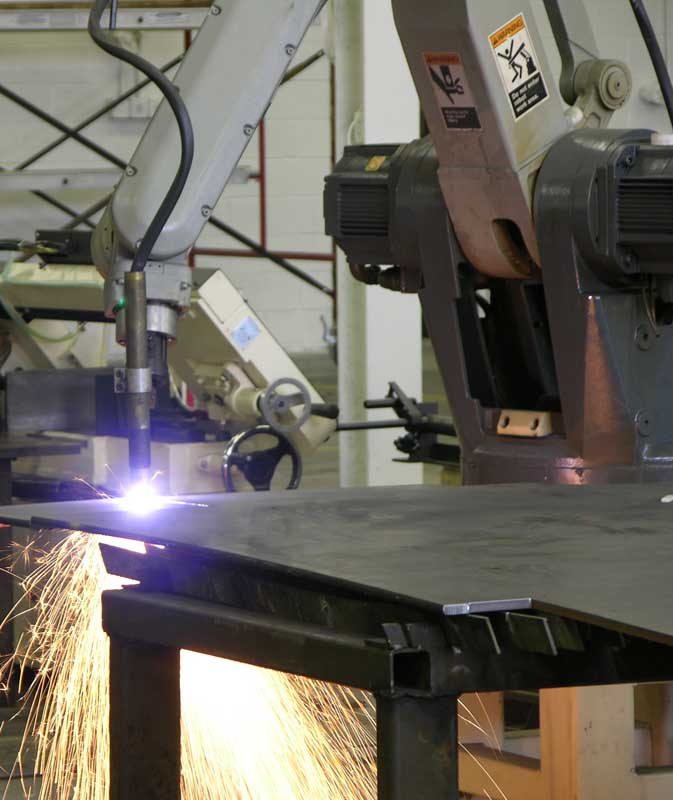
Découpage plasma réalisé par un robot industriel.

## Présentation générale
Apparenté au soudage TIG (un arc électrique jaillit entre une électrode réfractaire et la pièce) par l’aspect de la torche, le découpage plasma implique des débits gazeux beaucoup plus importants et la nature des gaz utilisés peut différer. Le jet de plasma est généré par l'arc électrique qui s’établit entre une électrode intérieure à la torche de coupage et la pièce. Le gaz ionisé à la sortie de la tuyère forme le plasma. L'énergie thermique du jet provoque la fusion du métal.
Le découpage plasma est surtout utilisé par les entreprises du secteur de la métallerie — selon la dénomination française ; au Canada, ce sont les ateliers de charpente métallique et de métaux ouvrés. Il permet la découpe de tôles en métal sur des épaisseurs de 0  à   160 mm avec une précision de plus ou moins 0,2 mm.
L'usage de la torche de au plasma doit se faire impérativement dans des locaux spécialement ventilés ou en plein air à cause du dégagement de gaz toxiques (NOx notamment). La découpe plasma est également très bruyante et génère des rayonnements nocifs pour les yeux.
Dans certains cas, la découpe peut se faire sous l'eau, réduisant les nuisances suscitées.
En l'absence d'équipements de protection collectives adaptées (confinement, rideaux de soudage, ventilation), le port d'équipement de protection individuelle est indispensable pour l'opérateur et les personnes dans l'environnement de la machine.

## Usure de l'électrode
L'électrode présente dans la torche (qui est la cathode) s'use au cours de la découpe. En effet, les conditions extrêmes qui règnent à proximité de sa surface, ainsi que l'émission des électrons qui alimentent le courant d'arc endommage son intégrité.
Pour améliorer leur longévité, les électrodes de découpe sont a minima constituées de deux métaux, une enveloppe en cuivre et un insert en hafnium, matériau réfractaire qui limite mais n'empêche pas l'érosion.
Ainsi, les électrodes sont des éléments consommables des torches de découpe à plasma. Après une certaine charge de travail, elles deviennent trop endommagées et sont instantanément détruites. Une électrode détruite ne peut plus démarrer ou entretenir un arc de découpe et elle doit donc être changée.
La durée de vie d'une électrode n'est pas parfaitement prévisible. Une étude indique que cela pourrait être dû aux dimensions de l'insert en hafnium.

## Qualité de coupe
La découpe par plasma creuse des saignées mais celles-ci ne sont pas parfaites. Une découpe idéale ferait une saignée parfaitement linéaire et la plus fine possible.
Or, les saignées de découpe par plasma sont plus larges sur la partie supérieure qu'en bas de tôle.
De plus, les flancs gauches et droits selon le sens de la découpe sont également asymétriques. L'origine de ces asymétries reste à expliquer.
Les paramètres de découpe; vitesse, intensité du courant d'arc, distance torche-ouvrage, pressions d'injection de gaz influencent la qualité de coupe,.